# Мачапучаре
Мачапучаре[уточнить] (непальск. माछापुछ्रे — «Рыбий хвост», англ. Machapuchare) — гора высотой 6998 м, входящая в состав горного массива Аннапурна в Гималаях на севере центрального Непала. Своим названием «Рыбий хвост» гора обязана форме двух её вершин, которые при взгляде с запада образуют фигуру, напоминающую хвост гигантской рыбы. Местным населением гора почитается как дом бога Шивы, а перья снега считаются дымом его божественной сущности.

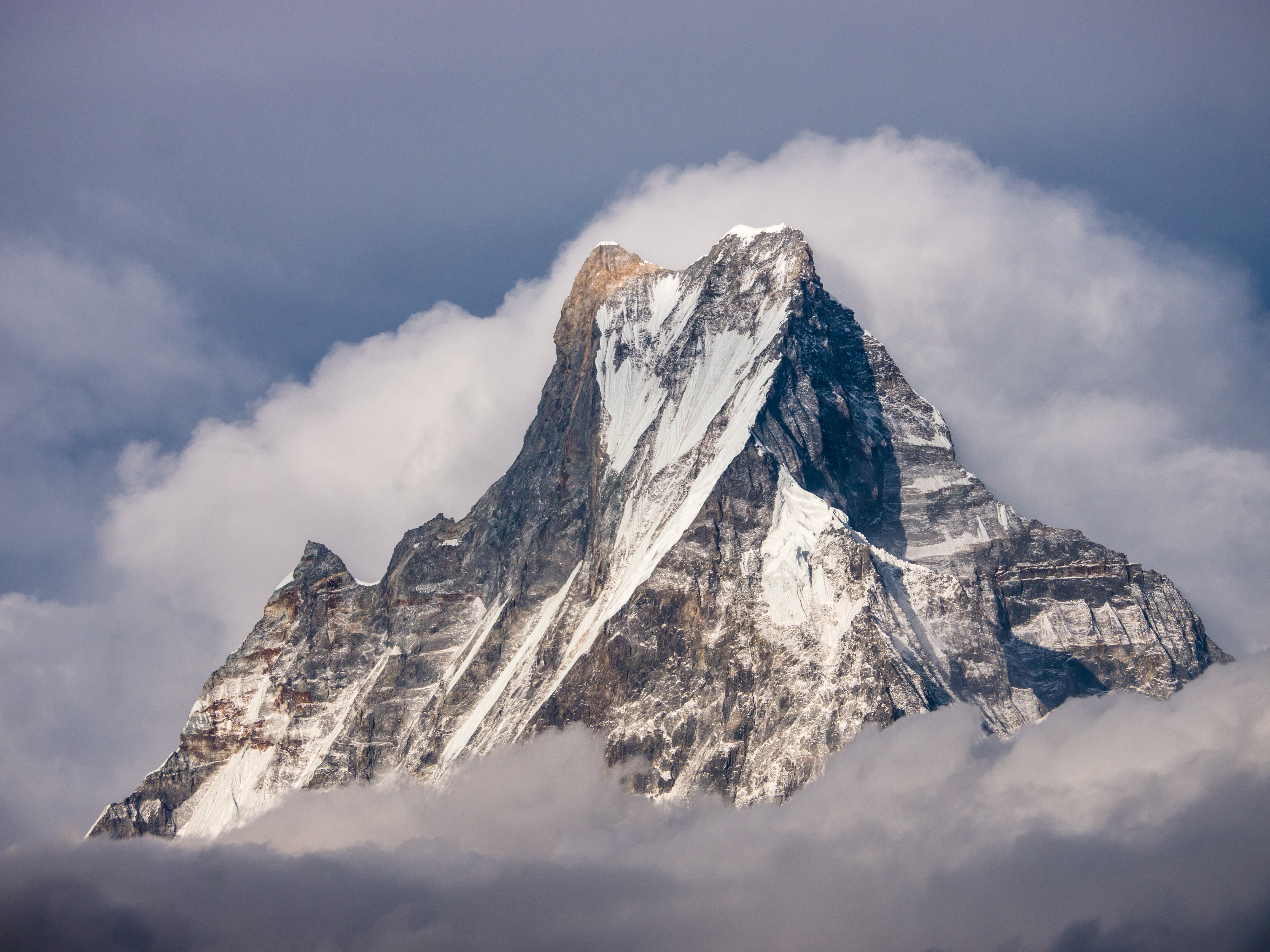
Мачапучаре. Двойная вершина горы напоминает очертаниями рыбий хвост

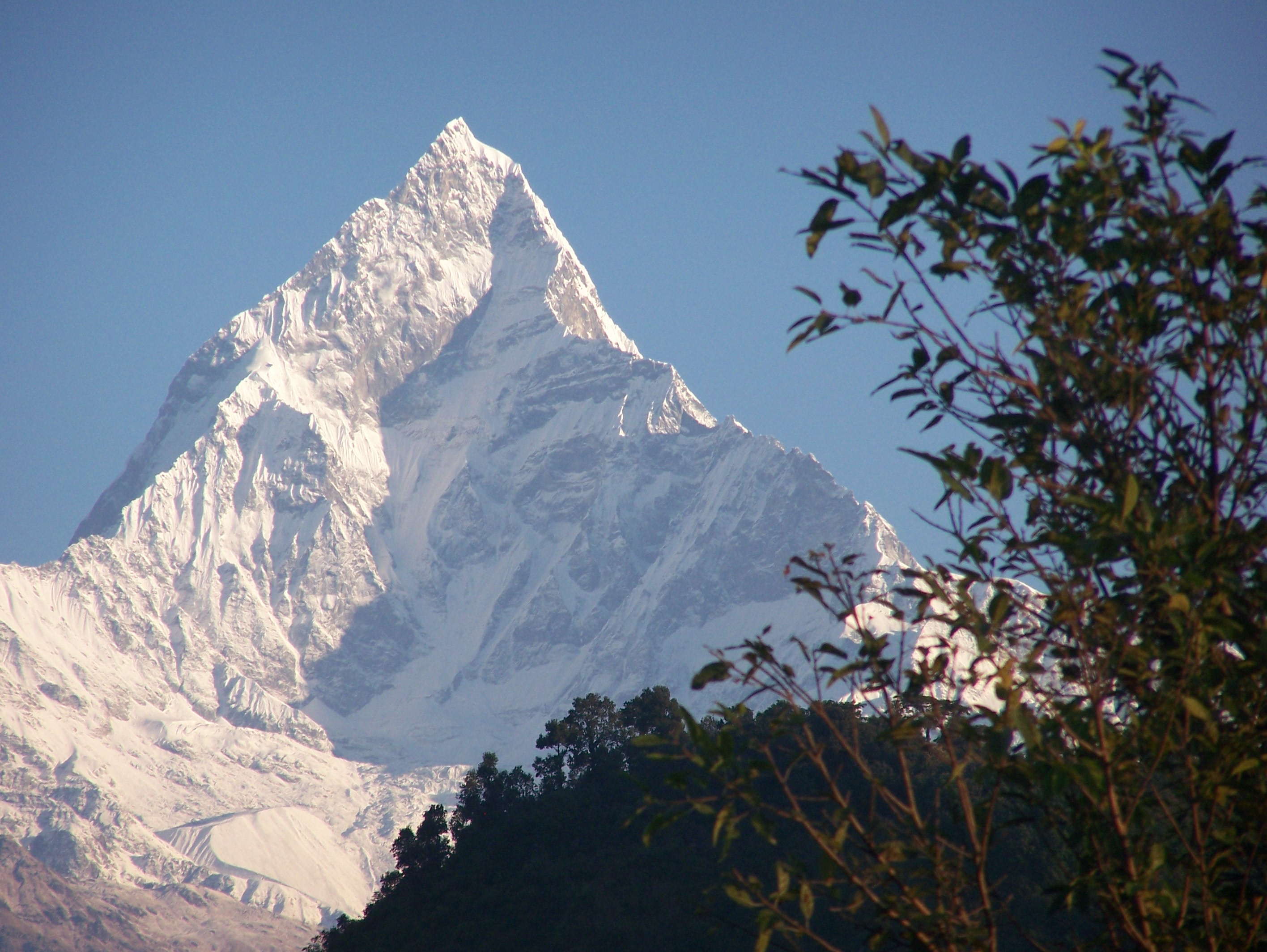
Мачапучаре, вид с подножия

## Расположение
Мачапучаре расположена примерно в 25 км к северу от Покхары, на краю горного хребта, идущего на юг от основной части массива Аннапурна. Этот хребет образует восточную границу плато Святилище Аннапурны — места, популярного среди любителей горного туризма.

## История восхождений
Мачапучаре считается в Непале священной горой и объявлена закрытой для альпинизма. Единственное незавершённое восхождение на Мачапучаре было предпринято в 1957 году британской командой под руководством Джимми Робертса. Альпинисты Уилфрид Нойс и А. Д. М. Кокс, поднимаясь на гору с северной стороны, прервали восхождение в 50 м от вершины, так как обещали, что на саму вершину они не ступят. С тех пор гора полностью закрыта для посещений.

## Интересные факты
- Вследствие расположения на конце горного хребта, а также достаточно крутого склона и ярко выраженного пика Мачапучаре выделяется даже на фоне более высоких соседей
- Мачапучаре получила прозвище «Маттерхорн Непала» за внешнее сходство с горой Маттерхорн в Альпах